# Magdalene von Waldthausen

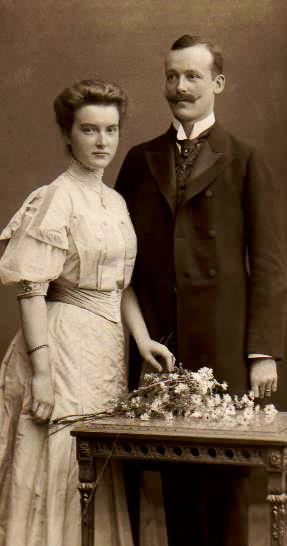
Magdalene von Waldthausen, geb. v. Goßler, als Verlobte mit ihrem späteren Ehemann, Heinrich

Magdalene Mathilde Elisabeth Klara von Waldthausen (* 31. Oktober 1886 in Berlin; † 20. Januar 1972 in Oberstdorf) war im evangelischen Vereinswesen aktiv und Landtagsabgeordnete der CDU in Nordrhein-Westfalen. Sie ist Mitglied der Essener Industriellenfamilie von Waldthausen.

## Leben
Magdalene von Waldthausen wurde als siebtes und jüngstes Kind des preußischen Kriegsministers Heinrich von Goßler (1841–1927) und seiner Ehefrau Emma, geb. von Sperber (1848–1914) geboren. Ihre Jugend verbrachte sie, bedingt durch die beruflichen Verpflichtungen und Regierungsaufgaben ihres Vaters, überwiegend in Berlin. Sie war seit dem 10. März 1908 mit dem königlich-preußischen Bergassessor Gottfried-Heinrich von Waldthausen (1875–1954) verheiratet, einem Industriellen aus Essen. Aus der Ehe gingen fünf Kinder hervor (Maria, Karl Heinrich, Maximilian, Renate, Jutta). Zusammen mit den Krupps, den Grillos und den Huyssens zählten die von Waldthausens bereits früh zu den prägenden Familien der aufstrebenden Industriemetropole Essen. Die Familie ist protestantisch geprägt. Auch in der Zeit des Nationalsozialismus, so berichten Kenner der Familie, blieben die Waldthausens fest im Glauben und immun gegen die Nazi-Ideologie.
Magdalene von Waldthausen, die in jungen Jahren als konzertreife Pianistin galt, zeigte sich früh als sehr engagiert und sozial verantwortlich eingestellte Persönlichkeit, die zahlreiche Ämter ehrenamtlich bekleidete. Durch zwei Weltkriege hindurch arbeitete sie daran, Nöte zu lindern. Von 1916 bis 1951 war sie Vorsitzende des Kreisverbands der Evangelischen Frauenhilfe in Essen. Dort gründete und begleitete sie zahlreiche weitere soziale Einrichtungen. Dazu zählte schon während des Ersten Weltkriegs ein kleines privates Hilfslazarett, das sie in einem Nebengebäude ihres eigenen Hauses in Essen notdürftig einrichtete. Dort verpflegte sie die Verwundeten aus ihrer eigenen Küche und ließ sie durch Ärzte der nahe gelegenen Huyssens-Stiftung betreuen. Weitere von ihr gegründete Einrichtungen waren ein Fürsorgeheim, ein Säuglingsheim, ein Erholungsheim für Mütter mit ihren Kindern (Heimathaus Siechar), eine Mütterschule für junge Frauen in Essen-Rüttenscheid, 1918 ein Obdachlosenheim, 1925 ein Mädchenschutzhaus für straffällig gewordene Mädchen, ein Haus für Frauen, Mütter und Säuglinge, sowie 1928 ein Altersheim (Engelsburg) für Frauen in Essen-Werden, in dem auch Erholungsfreizeiten abgehalten wurden, und später das Waldthausen'sche Damenheim, das noch heute existiert.
Sie und ihr Ehemann engagierten sich während des Dritten Reichs aktiv in der als staatsfeindlich erklärten Bekennenden Kirche, wodurch der engeren Familie immer wieder Schwierigkeiten entstanden. Von 1929 bis 1951 war sie Vorsitzende der Evangelischen Frauenhilfe im Rheinland, saß jahrelang als einzige Frau in der evangelischen Generalsynode Deutschlands und setzte sich während der Zeit des Nationalsozialismus als überzeugte und mutige Christin dafür ein, gegen die Bestrebungen des nationalsozialistischen Regimes, eine Organisation der Evangelische Frauenhilfe in Deutschland mit der Bekennenden Kirche zu verbinden. Sie trotzte mit Sonderkollekten für die Aufrechterhaltung der Frauenarbeit den Restriktionen der nationalsozialistischen Machthaber. Im Zweiten Weltkrieg kümmerte sie sich besonders um die Evakuierten aus dem Ruhrgebiet, organisierte Kindertransporte nach Ostpreußen, Mecklenburg und Pommern, um junge Menschen aus dem hungernden Ruhrgebiet dort zunächst sicherer und gut versorgt unterzubringen. Später dann, nach Kriegsende, kümmerte sie sich um die Unterbringung und Eingliederung der aus dem Osten kommenden Flüchtlinge und Vertriebenen. Sie engagierte sich auch noch als Ehrenmitglied der Synode der Evangelischen Kirche im Rheinland und nahm dort aktiv an der Vorbereitung der Kirchenordnung teil. So setzte sie sich beispielsweise dafür ein, dass Frauen in Leitungsämter (z. B. Presbyterien) gewählt werden konnten.
Mit ihrer Familie lebte sie auch während des Zweiten Weltkrieges in Essen, doch musste sie 1943 Essen verlassen, da ihr Haus an der Huyssenallee durch alliierte Bombardements zerstört worden war. Es wurde nie mehr aufgebaut. Sie zog 1945 auf die Müggenburg nach Norf bei Neuss, einem Besitz der Familie ihres Mannes.
In der überwiegend katholischen Gemeinde Norf entstand nach dem Zweiten Weltkrieg durch den Strom vieler Flüchtlinge aus den ehemaligen deutschen Ostgebieten eine neue evangelische Gemeinde, die jedoch noch kein eigenes Gotteshaus hatte. Über 15 Jahre stellte die Familie von Waldthausen der evangelischen Gemeinde den privaten Saal der Müggenburg für den sonntäglichen Gottesdienst zur Verfügung. Magdalene von Waldthausen begleitete als gut ausgebildete Pianistin auf ihrem Klavier die singende Gemeinde während der Gottesdienste in dieser Zeit. Durch die Aufbringung erheblicher finanzieller Mittel und die Stiftung eines geeigneten Grundstückes durch ihre Familie, trug sie maßgeblich zum Bau der ersten evangelischen Kirche in Norf bei, die 1961 als Friedenskirche fertiggestellt wurde. Die Gemeinde Norf dankte ihr später für ihren Einsatz, indem sie urkundlich vom Gemeinderat Norf am 18. Dezember 1962 zur Ehrenbürgerin der Gemeinde Norf ernannt wurde. Im Jahre 1966 wurden in der Gemeinde Norf, heute ein Stadtteil von Neuss, auf Bestreben des letzten Norfer Bürgermeisters, Wilhelm Graf von Pfeil, eine Straße und das örtliche Sportstadium nach ihr benannt.
Gleich nach dem Zweiten Weltkrieg schloss sich Magdalene von Waldthausen der CDU an. Von Konrad Adenauer wurde sie zum Mitglied des ersten Ernannten Landtages von Nordrhein-Westfalen berufen, dem sie in den Jahren 1946 und 1947 angehörte. Gemeinsam mit Elly Heuss-Knapp, der Ehefrau des damaligen deutschen Bundespräsidenten Theodor Heuss, gründete sie im Jahre 1950 das Müttergenesungswerk. Als sie 75 Jahre alt wurde, würdigte die Bundesrepublik Deutschland sie 1961 mit der Verleihung des Großen Bundesverdienstkreuzes der Bundesrepublik Deutschland für ihre reiche diakonische Arbeit und ihr beispielhaftes soziales Engagement.
In späteren Jahren verlebte Magdalene von Waldthausen viele Monate des Jahres in ihrem seit 1909 im Familienbesitz der Familie befindlichen Hause in Oberstdorf im Allgäu, wohin sie sich auch häufiger während der schweren Kriegszeit mit ihrem 1954 verstorbenen Ehemann zurückgezogen hatte. Dort besuchte sie wiederholt Richard von Weizsäcker mit seiner Ehefrau Marianne, deren Mutter, Asta von Kretschmann, eine Adoptivtochter ihres angeheirateten Vetters, Fritz von Waldthausen, war. Richard von Weizsäcker selbst war von 1958 bis 1962 persönlich haftender Gesellschafter des Essener Bankhauses Waldthausen & Co. (später von Merck Finck & Co übernommen), zu dessen Kommanditisten auch Magdalene von Waldthausen zählte. Nach ihrem Tod 1972 in Oberstdorf wurde Magdalene von Waldthausen zu den Grabstätten der Familie von Waldthausen auf den Friedhof Bredeney in Essen überführt und dort auch bestattet.